# Belgen in het Zweedse voetbal
Belgen in het Zweedse voetbal geeft een overzicht van Belgen die een contract hebben (gehad) bij Zweedse voetbalclubs uit de hoogste drie divisies.

## Voetballers
| Naam             | Club              | Van  | Tot  | Opmerkingen |
| ---------------- | ----------------- | ---- | ---- | ----------- |
| Bernard Beuken   | Malmö FF          | 1996 | 1996 |             |
| Bavo Coenen      | FC Linköping City | 2021 | 2021 |             |
| Ibrahim El Ansri | Dalkurd FF        | 2021 | 2021 |             |
| Yanis Mbombo     | Örebro SK         | 2017 | 2017 |             |
| Stefan Van Riel  | Trelleborgs FF    | 1998 | 1998 |             |
| Marco Weymans    | Östersunds FK     | 2019 | 2022 |             |

## Voetbalsters
| Naam               | Club              | Van  | Tot  | Opmerkingen |
| ------------------ | ----------------- | ---- | ---- | ----------- |
| Marijke Callebaut  | Djurgårdens IF    | 2003 | 2005 |             |
| Marijke Callebaut  | Hammarby IF       | 2005 | 2007 |             |
| Marijke Callebaut  | Djurgårdens IF    | 2008 | 2009 |             |
| Femke Maes         | Djurgårdens IF    | 2008 | 2008 |             |
| Tine Schryvers     | Kristianstads DFF | 2017 | 2018 |             |
| Lorca Van De Putte | Kristianstads DFF | 2013 | 2017 |             |